# Benelli Nova
Benelli Nova — помповое ружьё, разработанное в 1999 году итальянской оружейной компанией Benelli Armi. Его приклад и ствольная коробка выполнены как одно целое из высокопрочного полимера со вставками из стали. Продольно скользящее цевьё также выполнено из пластика.
Стандартный магазин вмещает четыре патрона с длиной гильзы 76 мм («магнум») или три патрона с длиной гильзы 89 мм («супермагнум»). При установке удлинителя ёмкость магазина может быть увеличена до шести патронов (длиной гильзы 76 мм) или до семи (с длиной гильзы 70 мм).
В 2006 году был разработан улучшенный вариант, получивший название Benelli Supernova.

## Характеристика
| Характеристика |                  |                  |
| 1              | Калибр           | 12ый; 76 мм      |
| 2              | Тип ствола       | Гладкий          |
| 3              | Способ снабжения | Помповый         |
| 4              | Вес              | 3,2 кг           |
| 5              | Длина ствола     | 500 мм           |
| 6              | Материал корпуса | Пластик          |
| 7              | Производитель    | Benelli (Италия) |